# یمزلی پایین
یمزلی پایین (ترکی آذربایجانی: Aşağı Yeməzli) یک منطقهٔ مسکونی در جمهوری آرتساخ است که در استان کاشاتاق واقع شده‌است.